# 何春帆
何春帆（1893年—1974年），男，广东连县人，中华民国军官和政治人物。曾任广东省琼山县县长、新编第六师师长、广东省连县县长、国立中山大学总务长、国民参政会参政员等职务。1946年，任制宪国民大会代表；1948年，当选为第一屆立法院立法委員。中华人民共和国成立后，任全国政协委员。